# 1863
| 1863                                          |
| --------------------------------------------- |
| Dødsfald - Fødsler                            |
| • Begivenheder • Litteratur • Politik • Sport |

| Gregoriansk kalender | 1863 MDCCCLXIII         |
| Ab urbe condita      | 2616                    |
| Armensk kalender     | 1312 ԹՎ ՌՅԺԲ            |
| Kinesiske kalender   | 4559 – 4560 壬戌 – 癸亥 |
| Etiopisk kalender    | 1855 – 1856             |
| Jødisk kalender      | 5623 – 5624             |
| Hindukalendere       |                         |
| - Vikram Samvat      | 1918 – 1919             |
| - Shaka Samvat       | 1785 – 1786             |
| - Kali Yuga          | 4964 – 4965             |
| Iransk kalender      | 1241 – 1242             |
| Islamisk kalender    | 1280 – 1281             |

Konge i Danmark: Frederik 7. 1848-1863, Christian 9. 1863-1906
Se også 1863 (tal)

## Begivenheder

### Januar
- 1. januar – Nordstaternes ophævelse af slaveriet i USA træder officielt i kraft.
- 10. januar – Første afdeling af Londons Undergrundsbane åbnes af premierminister William Gladstone. Første rute går fra Paddington til Farringdon Street med syv stop undervejs. Togene kører med 15 minutters interval
- 31. januar - Christen Berg, Venstreleder, bliver valgt til Folketinget i Koldingkredsen

### Marts
- 1. marts - i USA ophæves slaveriet
- 10. marts - Edvard 7. ægter prinsesse Alexandra af Danmark

### Maj
- 2. maj – Slaget ved Chancellorsville (amerikanske borgerkrig) ender med sejr til Sydstaterne

### Juni
- 20. juni – West Virginia bliver optaget som USA's 35. stat

### Juli
- 1. juli – 3. juli – Slaget ved Gettysburg i den amerikanske borgerkrig ender med nordstaternes sejr.
- 4. juli – Fæstningen Vicksburg kapitulerer til nordstatstropper
- 11. juli - i New Zealand invaderer britiske styrker Waikato

### September
- 18. september – 20. september Slaget ved Chickamauga (amerikanske borgerkrig) ender med sydstatssejr

### Oktober
- 15. oktober - Sydstaternes ubåd H.L. Hunley synker og alle ombordværende, herunder opfinderen, omkommer. Ubåden bjærges og gennemfører året efter den første ubådssænkning af et krigsskib

- 22. oktober – København får sin første hestesporvogn på ruten fra Frihedsstøtten – Frederiksberg Runddel
- 26. oktober - Internationalt Røde Kors stiftes af Henri Dunant
- 29. oktober – Seksten lande opretter på en konference i Geneve Internationalt Røde Kors

### November
- 13. november - Novemberforfatningen gennemføres af regeringen Hall. Det er en fællesforfatning, der omfatter Danmark og Slesvig, men ikke Holsten. Forfatningen er i modstrid med de dansk-tyske aftaler af 1851-52. Den træder i kraft 1. januar 1864 og fører til udbruddet af den 2. Slesvigske Krig
- 16. november - Prins Christian - den første af den glücksburgske slægt - bestiger den danske trone under navnet Christian 9
- 18. november – Christian 9. underskriver Novemberforfatningen, der knytter Slesvig til Danmark
- 19. november - Præsident Abraham Lincoln giver sin berømte Gettysburg tale ved indvielsen af nationalkirkegården i Gettysburg
- 25. november – Nordstaterne sejrer i slaget ved Chattanooga

### December
- 8. december - englænderen Tom King slår amerikaneren John Heenan og bliver verdens første sværvægtsmester i boksning

- 31. december – den danske regering Hall afløses af Regeringen Monrad

## Født
- 1. januar – Pierre de Coubertin, fader til de moderne olympiske lege (død 1937).
- 17. januar – David Lloyd George, britisk statsmand.
- 25. juni – Frederik Jensen, dansk film- og revyskuespiller. (Død 1934).
- 26. juni - Sigrid Wolf-Schøller, en norsk - dansk operasanger (død 1927).
- 5. juli – A. C. Illum, dansk grundlægger. (død 1938).
- 7. september – J.F. Willumsen, dansk maler. (Død 1958).
- 12. december – Edvard Munch, norsk maler. (død 1944).

## Dødsfald
- 15. november – Frederik den 7., dansk konge. (født 1808).

## Sport
- 26. oktober - Fodbold som sport fødes på Freemason's Tavern i London.